# Вард Мамиконян
Вард Мамиконян или Вард Патрик (арм. Վարդ Մամիկոնյան; 450 — 508, 510 или 511) — армянский спарапет с 486, в 505—509 годах был марзпаном. Сын принца Амаяка Мамиконяна и королевы Дзуник, младший брат Ваана Мамиконяна. Долгое время был заложником в при дворе Сасанидов.
В 482 году он сбежал из плена и принял участие в Ваанской битве. В годы наместничества брата (около 487—505 годов) стал спарапетом, вместе с армянской конницей участвовал в персидских войнах, в том числе против Византии за захват города Амид (503 год). После смерти Ваана Мамиконяна персидский король Кават признал Варда Мамиконян марзпаном (губернатором) Армении, а через несколько лет король снял его с должности и изгнанал до конца его жизни. Он умер в одиночестве (вероятно, в изгнании). Родственники забрали его тело и похоронили его в Тароне.